# Dido abandonada (Sarti)
Dido abandonada (título original en italiano, Didone abbandonata) (Dido abandonada en español) es una dramma per musica en tres actos con música de Giuseppe Sarti sobre libreto de Pietro Metastasio, basado a su vez en la historia de Dido y Eneas que cuenta la Eneida de Virgilio. Se estrenó durante el invierno de 1762 en el Teatro Real de Copenhague y fue compuesta por encargo de la corte real danesa de la época.

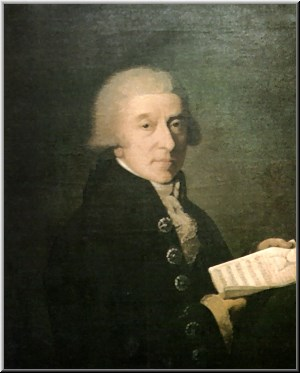
Giuseppe Sarti. (1729-1802)

Es un libreto en 3 actos de Pietro Metastasio. El primer libreto original del autor, Didone abbandonata fue escrito en 1724 para el compositor Domenico Sarro. Durante el siguiente siglo fue utilizado por más de 50 compositores en los que se encuentra Giuseppe sarti.

## Autor.
Giuseppe Sarti fue bautizado el 1 de diciembre de 1729. Completó sus estudios musicales con Giovanni Battista Martini y fue nombrado organista de la catedral de Faenza antes de tener diecinueve años. Se dedicó al estudio de la música dramática y llegó a ser director del Teatro de Faenza en 1752. 
Se ganó una reputación que provocó que en 1753 fuera invitado a Copenhague como hofkapellmeister y director de ópera por parte del rey Federico V de Dinamarca. 
En 1765 regresa a Italia para reclutar nuevos cantantes pero muere el rey Federico V y llega su fin en tierras danesas. en 1769 se traslada a Londres donde se dedicó a dar clases de música para sobrevivir. 
En 1779 y hasta 1784 fue nombrado maestro de capilla de la catedral de Milán. En 1784 Sarti fue invitado por Catalina II de Rusia a San Petersburgo. Llega en 1785 y seguidamente le nombran director de ópera. 
Permanece en Rusia hasta 1801, en este año pide permiso para salir del país debido a sus problemas de salud. En 1802 Alejandro I de Rusia le concedió una generosa pensión.
Fallece el 28 de julio de 1802 en Berlín.

## Argumento.
La acción se desarrolla en Cártago.
Dido (Didone) es la viuda de Siqueo, el cual es asesinado por su hermano Pigmalión, rey de Tiro. Dido huye con grandes riquezas a África donde funda Cártago.
Allí fue solicitada como esposa por muchos, pero particularmente por Jarbas (larba), rey de los moros.
Eneas (Enea), habiendo sido destruida su patria por los griegos, cuando se dirige a Italia es arrastrado hasta las orillas de África por una tempestad. Allí fue recogido y cuidado por Dido, la cual se enamoró completamente de él.  Los dioses manda a Eneas a que continue su camino hacia Italia, dónde resurgiría una nueva Troya. 
Dido desesperada por su huida, después de intentar en vano su retención, se suicidó.

## Personajes.
| Didone (Dido) Reina de Cártago.                    | Tenor.    |
| Selene. Hermana de Dido.                           | Soprano.  |
| Enea. (Eneas).                                     | Barítono. |
| -------------------------------------------------- | --------- |
| Larba. Rey de los Moros.                           | Soprano.  |
| Osmido. Confidente de Dido.                        | Soprano.  |
| Araspe. Confidente de Larba y enamorado de Selene. | Bajo.     |